# Jeinsen

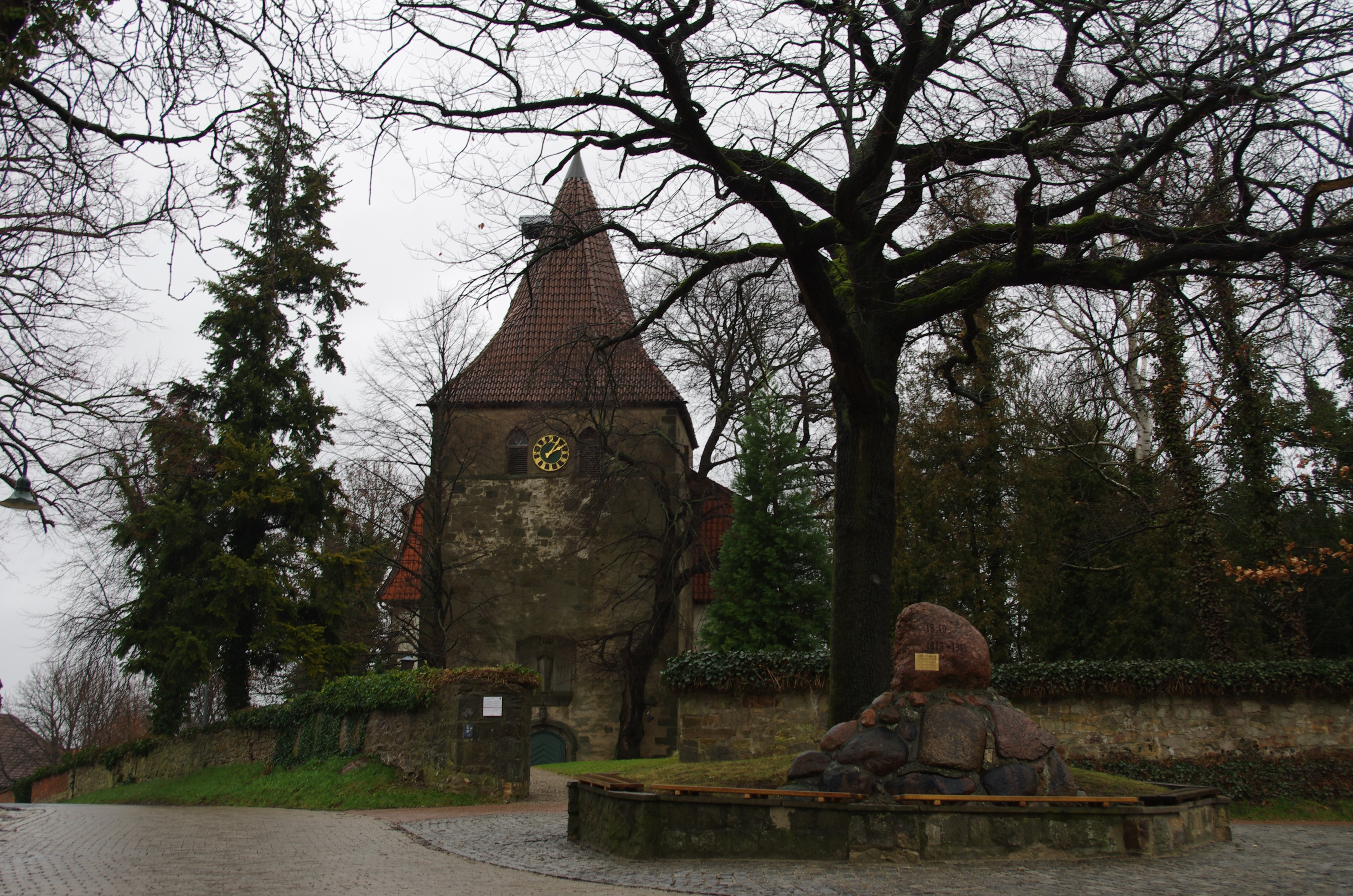
St. Georg-Kirche

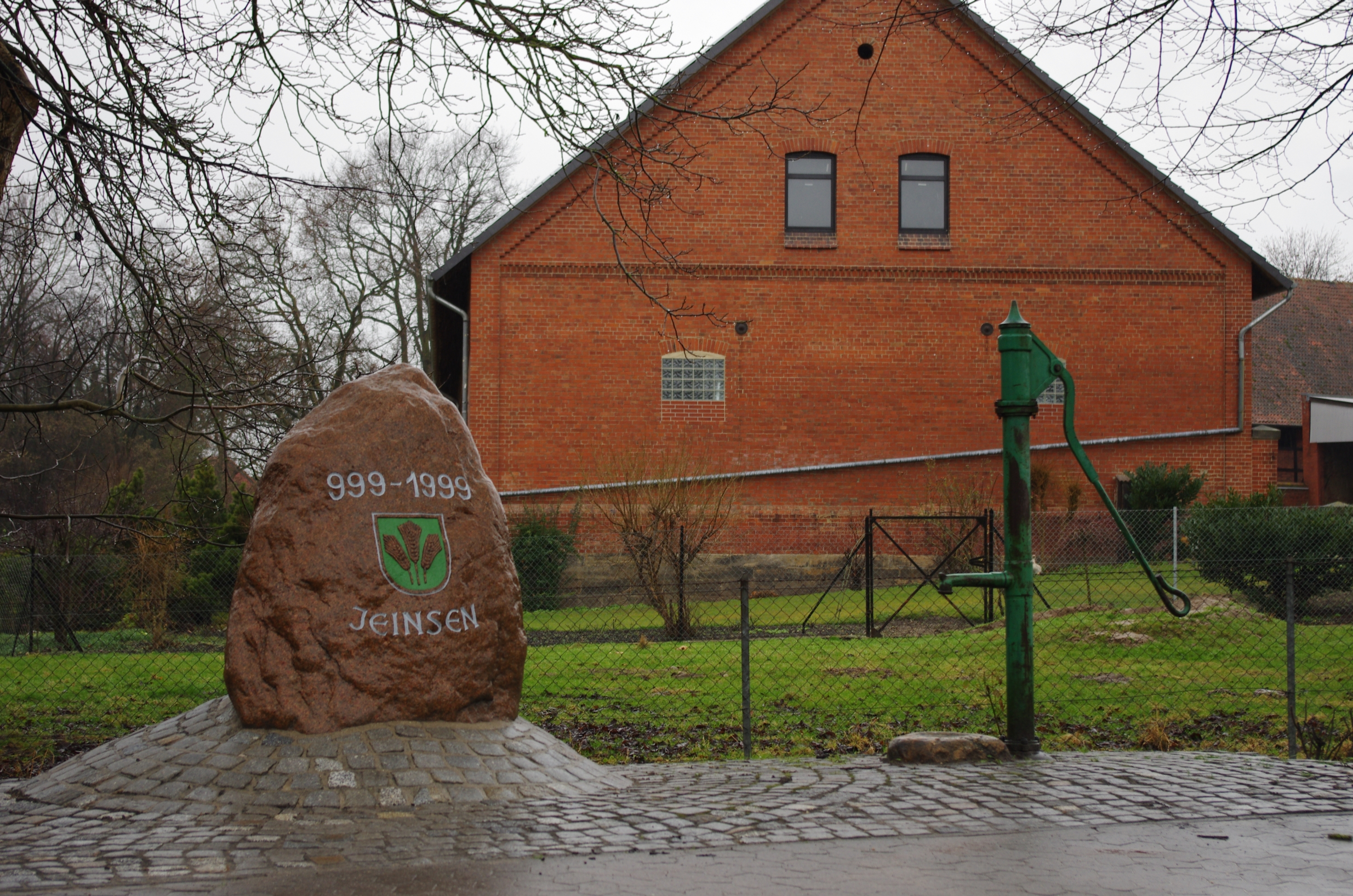
Gedenkstein 1000 Jahre Jeinsen

Jeinsen ist ein Ortsteil von Pattensen. Der Ort liegt im Calenberger Land etwa 5 km südlich von Pattensen und etwa 18 km südlich von Hannover in Niedersachsen.

## Geschichte
Bis zum Bau von Kirchen in den umliegenden Orten von Jeinsen war Jeinsen die Urpfarre für die Kirchenbesucher aus den Orten, die die Gottesdienste der Kirche von Jeinsen besuchten. Dazu gehörten auch die Einwohner von Adensen bis zu dem Bau ihrer eigenen Kirche. Nördlich von Adensen liegt das Flurstück „Teufelsküche“. Dieser Name weist darauf hin, dass sich dort in vorchristlicher Zeit in der Nähe der alten Heerstraße eine heilige Stätte der Germanen befand, die später von den Christen verteufelt wurde. Nach der Christianisierung gehörten Adensen, Bodensen und Pussensen im 9. Jahrhundert zur Urpfarre Jeinsen. Die adlige Familie von Adenoys begründete am Ende des 10. Jahrhunderts in Adensen die St. Dionysiuskirche, zu der die Einwohner der damaligen Ortschaften Adensen, Bodensen und Pussensen (Pustessen) dann gehörten.
Nach der Reformation wurde Jeinsen im Jahre 1580 Sitz einer Superintendentur.
Seit der Gebietsreform, die am 1. März 1974 in Kraft trat, gehört Jeinsen zur Stadt Pattensen.

## Politik
Der Ortsbürgermeister ist Günter Kleuker (UWJ; Unabhängige Wählergemeinschaft Jeinsen, Vardegötzen, Thiedenwiese).
Frühere Ortsbürgermeister waren:
- 2001–2006  Manfred Nietsch (SPD)
- 1996–2001  Iris Alm (SPD)
- 1991–1996  Peter Gern (CDU)
- 1986–1991  Dieter Bartels (SPD)
- 1978–1986  Wilfried Dreier (SPD)
- 1968–1978  Heinrich Schwarze (SPD)
- 1950–1968  Herbert Rasch
- 1946–1950  Friedrich Bokelmann
- 1941–1945  Friedrich Mahlert
- 1933–1941  Wilhelm Alten
- 1929–1933  Herbert Rasch
- 1917–1933  Paul Lampe
- 1912–1917  Arthur Kleuker
- 1907–1912  Albert Flor
- 1906–1907  Ludwig Müller
- 1883–1906  Heinrich Flor
- 1873–1883  August Brand
- 1871–1873  Heinrich Plüer
- 1859–1871  Heinrich Pinkenburg
- 1855–1859  Heinrich Hummelke
- 1848–1855  P. Pinkenburg
- 1791–?     Stuckenschmidt
- 1781–1791  Gerke
- 1767–1781  Johann Conrad Kleuker

## Kultur und Sehenswürdigkeiten
- Bei Grabungen um die Kirche wurden Reste und eine Reliefplatte gefunden, die auf ein Gebäude aus dem 9. Jahrhundert hindeutet. Die heutige St. Georg-Kirche ist etwa 700 bis 800 Jahre alt und im frühgotischen Stil erbaut. Von ihr steht noch der Turm. Die Kirche, wie sie heute steht, stammt aus dem Jahre 1781.

### Baudenkmale
Siehe Liste der Baudenkmale in Jeinsen

### Vereine
- Freiwillige Feuerwehr Jeinsen
- TuSpo Jeinsen
- SSV Horrido Jeinsen
- Volkschor Jeinsen
- Bürgerverein Jeinsen

## Persönlichkeiten
In Jeinsen geboren wurden:
- Georg Christoph Dahme (1737–1803), lutherischer Theologe und Generalsuperintendent
- Carl Bernhard Garve (1763–1841), evangelischer Theologe und Kirchenlieddichter
- Ludwig Hellner (1791–1862), Konsistorialbaumeister

Gewirkt haben hier:
- Friedrich August Crome (1757–1825), lutherischer Theologe und Superintendent in Jeinsen (1823–1825)
- Johann Georg Conrad Oberdieck (1794–1880), lutherischer Pfarrer in Jeinsen (1853–1878) und einer der bedeutendsten deutschen Pomologen des 19. Jahrhunderts.